# 福岡県道438号白川桑曲線
福岡県道438号白川桑曲線（ふくおかけんどう438ごう しらかわくわまがりせん）は、福岡県朝倉市から飯塚市に至る一般県道である。

## 概要
福岡県朝倉市から白坂峠を経由して飯塚市（旧筑穂町）に至る。

### 路線データ
- 起点：福岡県朝倉市甘水（あもうず）（福岡県道66号桂川下秋月線交点）
- 終点：福岡県飯塚市桑曲（国道200号交点）

## 地理

### 通過する自治体
- 朝倉市
- 朝倉郡筑前町
- 飯塚市

### 交差する道路
| 交差する道路              | 市町村名 | 市町村名 | 交差する場所     | 交差する場所 |
| ------------------------- | -------- | -------- | ---------------- | ------------ |
| 福岡県道66号桂川下秋月線  | 朝倉市   | 朝倉市   | 甘水（あもうず） | 起点         |
| 福岡県道597号三箇山山隈線 | 朝倉郡   | 筑前町   | 櫛木             |              |
| 国道200号                 | 飯塚市   | 飯塚市   | 桑曲             | 終点         |

### 沿線
- 夜須高原記念の森

### 峠
- 白坂峠